# Nematopsis foresti
Nematopsis foresti is een soort in de taxonomische indeling van de Myzozoa, een stam van microscopische parasitaire dieren. Het organisme komt uit het geslacht Nematopsis en behoort tot de familie Porosporidae. Nematopsis foresti werd in 1967 ontdekt door Theodorides.